# Dom mansjonarski w Sanoku
Dom mansjonarski w Sanoku, zwany też Dom Mansjonarzy – XVIII-wieczny budynek mansjonarski położony na Placu św. Michała w Sanoku.
Budynek pierwotnie pochodzi z początku XVIII wieku. Jego historia sięga powołania w 1723 przy kościele parafialnym św. Michała Archanioła kolegium księży mansjonarzy, stworzonego przez proboszcza sanockiego i kanonika przemyskiego, ks. Franciszka Goźlińskiego i zatwierdzony rok później przez bp. Jana K. Sołtyka. Następnie ks. Franciszek Goźliński ufundował dom dla mansjonarzy, a w tym samym roku budowę zatwierdził biskup przemyski Krzysztof Jan Szembek. Budowa domu była prowadzona od ok. lat 30. Według innych źródeł został wzniesiony w latach 1750-1775. W XIX wieku budynek został przebudowany i rozbudowany. W XIX wieku budynek był pod numerem 102 w mieście.
Kolegium Mansjonarzy zamieszkiwało Bractwo Kapłańskie pw. Wniebowzięcia NMP. Było to zgromadzenie zrzeszające duchowieństwo oraz wpływowe i zamożne osoby świeckie z całej Ziemi Sanockiej. Zadaniem mansjonarzy miały być troska o przydzielone im ołtarze, nauka prawd katechizmowych, codziennie wspólnie odmawianie brewiarza, celebrowanie Mszy świętych, głoszenie kazań i zachowywanie rezydencji.
Wzniesiony z kamienia łamanego. Ma charakter murowany, długi, parterowy. Jest w części podpiwniczony, ma kształt wydłużonego prostokąta i nakryty jest czterospadowym dachem o lekko wklęsłych połaciach. W środku znajduje się korytarz wiodący na całej długości oraz pomieszczenia wzdłuż niego. Wewnątrz zachowane są także oryginalne sklepienia kolebkowe, kolebkowe z lunetami i kolebkowo-krzyżowe.
W latach 1966–1989 prowadzono pieczołowite prace konserwacyjne i remontowe budynku. Budynek został wpisany do wojewódzkiego (1952) oraz do gminnego rejestru zabytków miasta Sanoka. W 1972 obiekt pod ówczesnym adresem Placu Pokoju 5, został włączony do uaktualnionego wówczas spisu rejestru zabytków Sanoka. Wynikiem działań Komisji Opieki nad Zabytkami, powstałej przy oddziale PTTK w Sanoku, w 1978 umieszczono na fasadzie budynku tablicę informującą o zabytkowym charakterze obiektu.
Od 1957 w jego pomieszczeniach otrzymało siedzibę Dom Dziecka i Młodzieży – placówka powołana przez Miejską Radę Narodową celem rozwoju zainteresowań kulturalnych dzieci i młodzieży sanockich szkół oraz dojeżdżających do nich z okolicznych miejscowości uczniów. W latach 60. w budynku działał Dom Kultury Dzieci i Młodzieży (względnie Młodzieżowy Dom Kultury) oraz Powiatowa Komenda Związku Harcerstwa Polskiego. W 1980 roku w związku ze złym stanem budynku w wyniku zaniedbań postanowiono o jego zamknięciu i podjęciu generalnego remontu. Po jego zakończeniu stworzono nową placówkę – Ognisko Pracy Pozaszkolnej. W 1996 instytucja przyjęła aktualną nazwę Młodzieżowy Dom Kultury (MDK), zaś w 1999 zwierzchnictwo nad nią objął powiat sanocki (tym samym rozszerzył się obręb jej działalności). MDK pełni funkcje opiekuńcze, wychowawcze i kulturalne nad młodzieżą szkolną. W jego ramach działają koła zainteresowań obejmujące także działalność artystyczną. 
W pomieszczeniach budynku swoje mecze rozgrywali zawodnicy sekcji szachowej klubu sportowego Sanoczanka Sanok.